# Seikai no danshō
Seikai no danshō (星界の断章?) è una serie di light novel, raccolti in due volumi, scritti da Hiroyuki Morioka. Questi racconti sono ambientati nello stesso universo e coinvolgono gli stessi personaggi di Seikai no monshō e Seikai no senki. Il titolo può essere tradotto in due modi: "Passage of the Stars" e "Lost Chapter of the Stars". Il primo dei due volumi è stato adattato in un OAV nel 2000 sotto il titolo di Seikai no danshō: Tanjō.

## Racconti
Il primo volume,  Seikai no dansho I , pubblicato l'8 giugno 2005 è composto dai seguenti racconti:
- Sousei (創生?, sousei, Genesi)
- Kyoen (饗宴?, kyouen, Festa)
- Shushu (蒐集?, shuushuu, Collezione)
- Hotetsu (哺啜?, hotetsu, Lattante)
- Kunrin (君臨?, kunrin, Regno)
- Hiseki (秘蹟?, hiseki, Sacramenti)
- Yasou (夜想?, yasou, Notturno)
- Senritsu (戦慄?, senritsu, Brivido)
- Tanjo (誕生?, tanjou, Nascita)
- Bokun (暴君?, boukun, Tiranno)
- Sesshoku (接触?, seshhoku, Contatto)
- Genzai (原罪?, genzai, Peccato originale)

Il secondo,  Seikai no dansho II , pubblicato invece il 9 marzo 2007, è composto da:
- Heidon (併呑?, heidon, Annessione)
- Shitto (嫉妬?, shitto, Invidia)
- Chakunin (着任?, chakunin, Nomina)
- Doyu (童友?, douyuu, Amico d'infanzia)
- Tenkyo (転居?, tenkyo, Trasloco)
- Boukei (謀計?, boukei, Cospirazione)
- Kyugi (球技?, kyuugi, Giochi di palla)
- Ketsubetsu (訣別?, ketsubetsu, Separazione)
- Dogi (童戯?, dougi, Scherzo infantile)
- Shukufuku (祝福?, shukufuku, Benedizione)
- Henten (変転?, henten, Cambiamento)
- Bokushu (墨守?, bokushu, Aderenza)

Il terzo,  Seikai no dansho III , pubblicato il 20 marzo 2014, è composto da:
- Yaei (野営?, yaei, Campeggio...)

- Dousānyu no baai (ドゥサーニュの場合?, Dousānyu no baai, ...con Dusanyu)
- Penēju no baai (ぺネージュの場合?, Penēju no baai, ...con Penej)
- Nōru no baai (ノールの場合?, Nōru no baai, ...con Naurh)

- Shuppon (出奔?, Shuppon, Partenza frettolosa)
- Kainyū (介入?, Kainyū, Incentivo)
- Yūin (誘引?, Yūin, Lusinga)
- Kaishō (海嘯?, Kaishō, Cancellazione)
- Rigō (離合?, Rigō, Separazione)
- Raiyū (来遊?, Raiyū, Visita)

## Anime
Tanjō (誕生?) (baronh Ubénhoth) è un OAV che si colloca temporalmente prima di Seikai no monshō. È l'adattamento di alcuni dei racconti presenti nel primo volume. L'anime racconta di quando Dubus, padre Lamhirh, e Plakia dopo essere saliti a bordo di una misteriosa nave abbandonata, decidono di avere una figlia assieme e del perché Dubus le abbia dato il nome Lamhirh. La storia cerca anche di fare chiarezza sull'origine degli Abh.

## Collegamenti
- (EN) Scheda sull'anime Seikai no danshō, Anime News Network.